# Fritz Kiehn

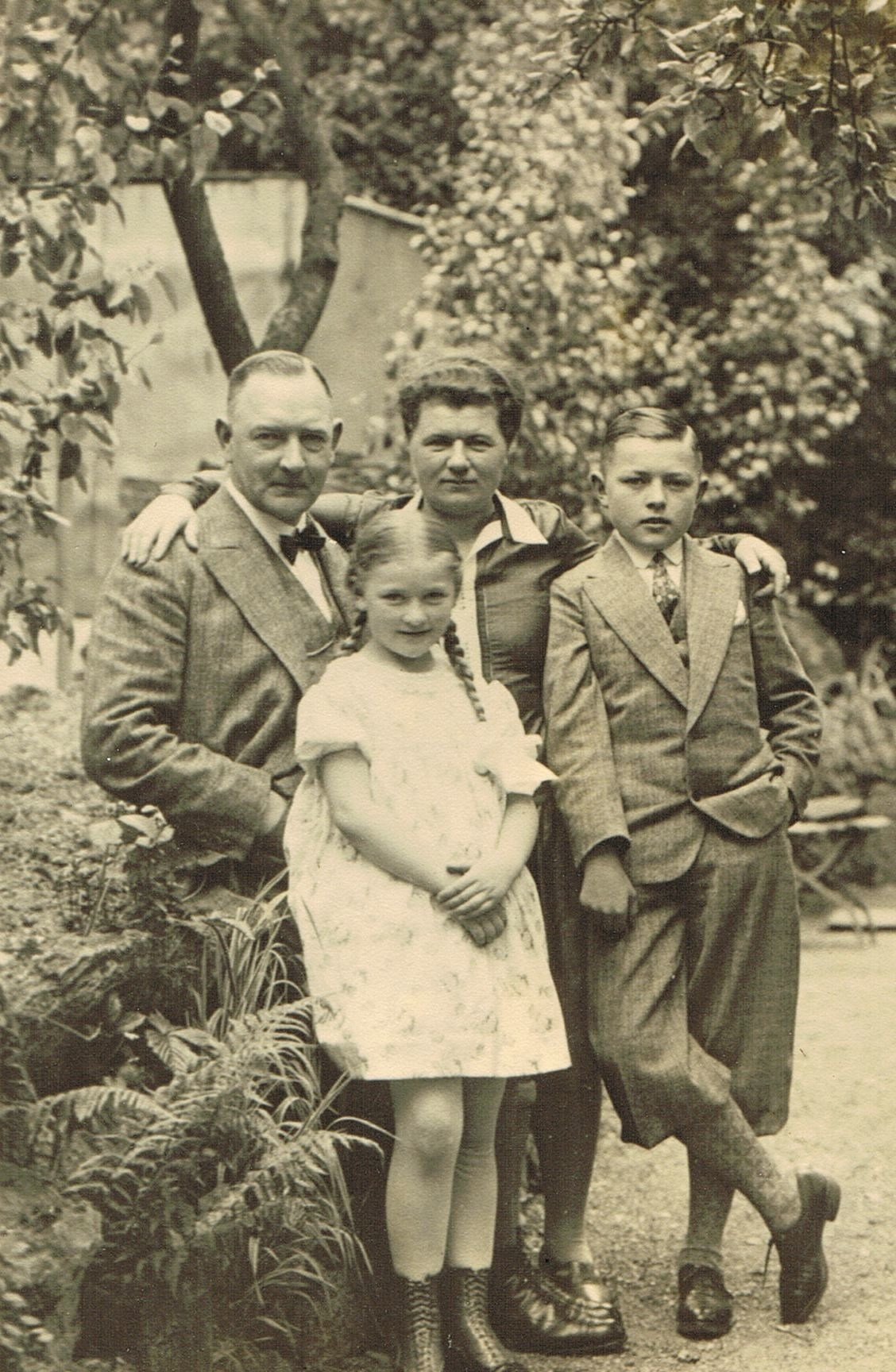
Fritz Kiehn mit Familie (1925)

Fritz Kiehn (* 15. Oktober 1885 in Burgsteinfurt/Westfalen; † 1. September 1980 in Schwenningen am Neckar) war ein mittelständischer Zigarettenpapierfabrikant und von 1932 bis 1945 Reichstagsabgeordneter der NSDAP.

## Leben

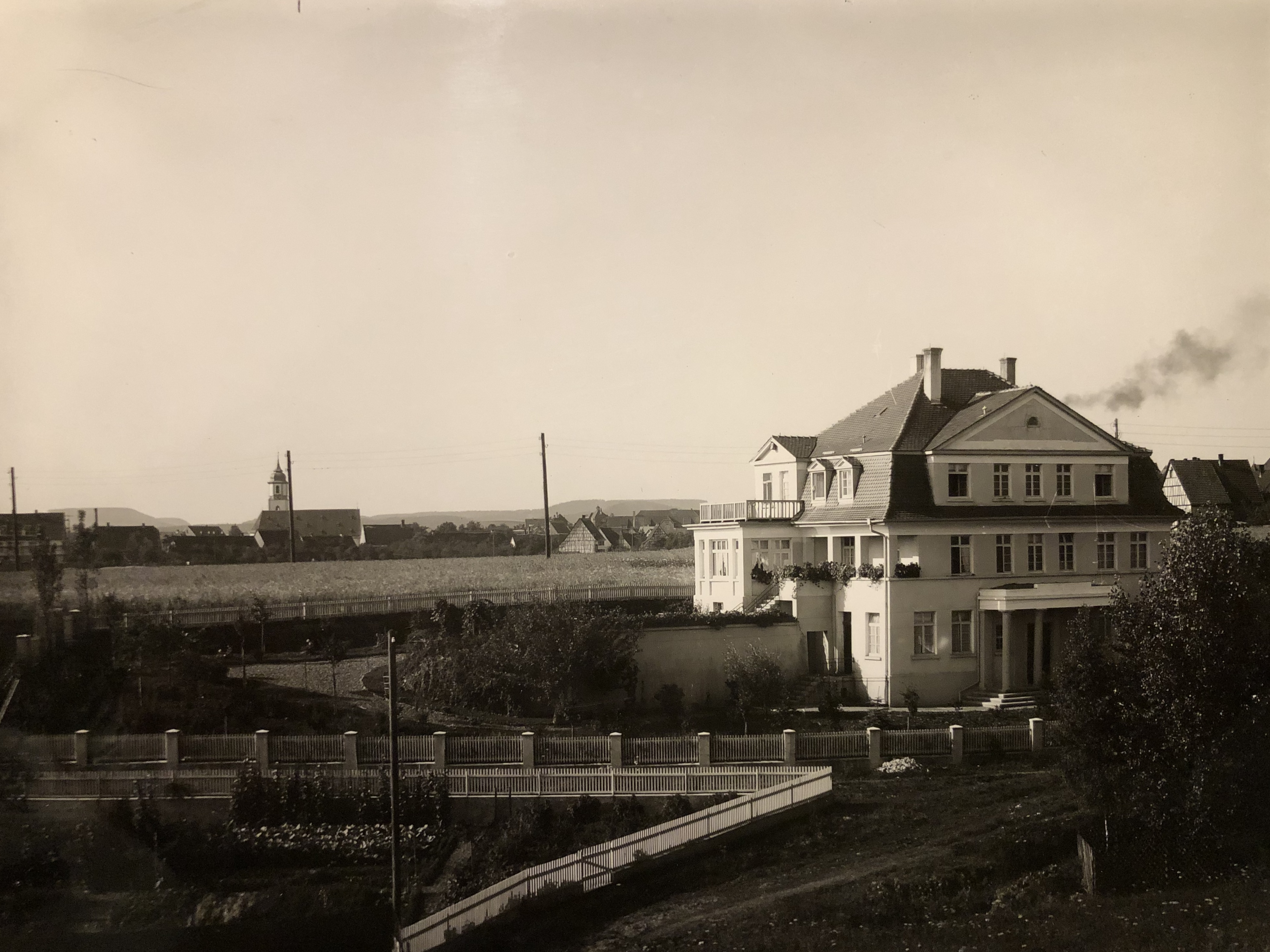
Villa im Kiehn-Park Deibhalde, Trossingen (1925)

Fritz Kiehn wurde als eines von zwölf Kindern des preußischen Polizeibeamten Karl Kiehn (1842–1896) und dessen Frau Auguste, geb. Grull (1847–1927), der Tochter eines Hutmachers, im westfälischen Burgsteinfurt geboren. Nach dem Besuch der Realschule in Lemgo absolvierte Kiehn eine kaufmännische Lehre in einer Hannoveraner Kartonagefabrik. Nach mehreren Stellen als Handlungsreisender für papierverarbeitende Unternehmen übersiedelte er 1908 ins württembergische Trossingen, wo er eine Anstellung beim Kartonagenhersteller Birk-Koch fand. 1911 heiratete er Bertha Neipp, die Tochter einer alteingesessenen wohlhabenden Trossinger Familie. Dank ihrer Mitgift konnte er 1912 eine Schreibwarenhandlung übernehmen, in der er hauptsächlich mit Papier, Büchern und Schreibprodukten wie z. B. auch Schreibmaschinen für ortsansässige Firmen handelte, unter anderem für den Mundharmonika- und Akkordeon-Fabrikanten Hohner.
Nach dem Ende des Ersten Weltkrieges verlegte er sich auch auf die Fabrikation von Zigarettenpapier zum Selbstherstellen von Zigaretten. Das entwickelte sich in den Krisenjahren der Weimarer Republik zu einem guten Geschäft, da selbstgedrehte Zigaretten wegen des niedrigeren Preises sehr gefragt waren. So begründete er die Efka-Werke, die nach seinen Initialen benannt sind. Vor Ort versuchte er sich zu einer Konkurrenz zu den alten Honoratioren zu entwickeln. Insbesondere die Harmonikadynastie Hohner, die seit langer Zeit Trossingen dominierte, nahm den jungen, aufstrebenden Unternehmer nicht ernst. Hohner beschäftigte 1933 schätzungsweise 4000 Mitarbeiter, Kiehn 1932 erst 70.
Mit der Machtergreifung der Nationalsozialisten ergriff Kiehn die sich ihm bietenden Möglichkeiten zur Errichtung eines eigenen Firmenimperiums und stieg zum „Führer der süddeutschen Wirtschaft auf“. Sein erklärtes Ziel war es, Großindustrieller mit einer Belegschaft von 1000 Mitarbeitern zu werden. Nach dem Ende des Zweiten Weltkriegs verlor er zwar die hinzuerworbenen Betriebe und Fabriken, erhielt nach seinem Entnazifizierungsverfahren 1949 aber die Kontrolle über die Efka-Werke zurück.

## Karriere im Nationalsozialismus

Fritz Kiehn (vor 1938), Foto aus dem Handbuch des „Großdeutschen Reichstag“

Als die Nationalsozialisten Ende der 1920er Jahre erstarkten, sah Kiehn die Chance, sich gegenüber den politisch einflussreichen, aber die Demokratie bejahenden Hohners in der Lokalpolitik zu positionieren. Zum 1. April 1930 trat er in die NSDAP ein (Mitgliedsnummer 233.075) und gründete die Trossinger Ortsgruppe. 1931 wurde er mit der höchsten Stimmenzahl in den Trossinger Gemeinderat gewählt. In den zahlreichen Wahlkämpfen des Jahres 1932 war Fritz Kiehn einer der wichtigsten NS-Agitatoren im südlichen Württemberg und einer der größten Geldgeber der württembergischen NSDAP. Auf seinem Werk wehte schon vor 1933 die Hakenkreuzflagge. Im Juli 1932 wurde er in den Reichstag gewählt und behielt sein Mandat bis 1945.
Nach Adolf Hitlers „Machtergreifung“ am 30. Januar 1933 avancierte Kiehn vom Leiter einer NSDAP-Ortsgruppe zum Kreisleiter, stellvertretender (bis 1937) Gauwirtschaftsberater und wurde zu einem sehr einflussreichen Bürger der Stadt und auch im Land. Die Straße vor seiner Fabrik erhielt seinen Namen. Zum 50. Geburtstag am 15. Oktober 1935 verlieh ihm die Stadt die Ehrenbürgerwürde. Prominente NS-Größen gingen bei ihm ein und aus und er errang Amt um Amt. Kiehn wurde Präsident der Industrie- und Handelskammern Rottweil und Stuttgart, des Wehrwirtschaftrates des Gaues Württemberg-Hohenzollern, der Landesgruppe Württemberg des Reichsstandes der deutschen Industrie und der 1936 ihre Arbeit aufnehmenden Wirtschaftskammer für Württemberg/Hohenzollern. Von 1936 bis 1943 gehörte er der Internationalen Handelskammer an. Außerdem wurde er Präsident des Württembergischen Industrie- und Handelstages und in dieser Funktion Generaldirektor der Deutschen Verlags-Anstalt. Kiehn ließ sich in der Lokalzeitung als „Präsident Fritz Kiehn, M.d.R.“ titulieren.

### Spekulation mit Aktien des LKW-Herstellers Magirus
Kiehn konnte im Rahmen der Gleichschaltung auch der Führung in Industriebetrieben als NSDAP-Vertreter und Inhaber von öffentlichen Ämtern auch Aufsichtsratsposten bei großen Industrieunternehmen antreten – so bei NSU in Neckarsulm und im Frühjahr 1934 bei dem Lastkraftwagenhersteller C. D. Magirus AG in Ulm. Magirus war in der Weltwirtschaftskrise in große Schwierigkeiten geraten und seine Kurse standen noch 1934 sehr niedrig. Die Auftragslage hatte sich aber nach der Machtergreifung erheblich gebessert. So hatte Magirus, Marktführer als Feldküchenhersteller, um die Jahreswende 1933/1934 von der NSDAP einen Großauftrag für über 100 Feldküchenspezialfahrzeuge erhalten. Dazu waren Kiehn die Bestrebungen Hitlers zur Aufrüstung bekannt, die Magirus eine erfolgreiche Zukunft in Form künftiger zu erwartender Aufträge versprachen.
Als Kiehn die guten wirtschaftlichen Aussichten von Magirus durch die dem Aufsichtsrat vorgelegten monatlichen internen Erfolgszahlen bekannt wurden, nutzte er sein internes Wissen aus, um Geschäfte mit Magirus-Aktien zu machen. Wenige Tage nach Antritt seines Postens bei Magirus unterschrieb er eine von seinem Mittelsmann, dem Tuttlinger Fabrikanten Otto Stäbler, vorbereitete und per Kredit finanzierte Kauforder für eine Dreiviertelmehrheit der Magirusaktien. Diese Kauforder war ein Kiehn verpflichtender Auftrag. Mit der Mehrheit bei Magirus wollte er zu einem der bedeutendsten Industriellen Württembergs werden. Die Kauforders wurden von dem 1933 seinem Besitzer Eduard Pick entwundenen Stuttgarter Bankhaus „Pick & Cie“ ausgeführt, hinter dem auch Stäbler als großer Kommanditist stand. Kiehn ließ sich schon Ende 1934 vor Erwerb aller Aktien zum Vorsitzenden des Aufsichtsrates wählen, da er durch zeitweilig übertragene Stimmrechte einiger Aktionäre zu der Zeit schon über eine, wenn auch zeitlich begrenzte, Mehrheit im Aufsichtsrat verfügte. Er trat öffentlich als Aufsichtsratsvorsitzender in Erscheinung und verkündete, dass er die „Selbständigkeit und Unabhängigkeit“ von Magirus erhalten und Magirus zu einem „nationalsozialistischen Musterbetrieb“ machen wolle.
Da der Prozess des Erwerbs der Aktien ziemlich schwierig und zeitaufwendig war, stiegen die Aktien aufgrund der verbesserten wirtschaftlichen Lage schon, bevor Kiehn der Kauf vollständig gelungen war. Insgesamt musste er das Vierfache des geplanten Betrages ausgeben. Er musste daher bei seiner Bank und anderen Geldgebern um Geld bitten. Gleichwohl benutzte er seine neue Machtstellung, um im Juli 1935 Karl Trefs, den Direktor von Magirus, zu entlassen. Dieser wurde von dem Ulmer NSDAP-Kreisleiter Eugen Maier unterstützt. Maier widersprach der Kündigung seines Schützlings, der Präsident der Ulmer Handelskammer geworden war. Maier und andere NSDAP-Funktionäre warfen Kiehn Spekulationsgeschäfte vor, was dieser bestritt. Der Fall wurde dem Gauleiter Murr vorgetragen. Murr war Kiehn zu dieser Zeit wegen seiner Erfolge in der Kampfzeit noch gewogen und unterstützte ihn.
Ende 1935 hatte Kiehn sein Ziel erreicht und war Besitzer von Magirus. Dabei war er durch die Kurssteigerungen der Aktien in große finanzielle Schwierigkeiten geraten. Er konnte froh sein, das Werk Anfang 1936 an die Kölner Klöckner-Deutz AG verkaufen zu können. Der neue Eigentümer benannte das Unternehmen in Magirus-Deutz um. Der Vorstandsvorsitzende und alle wichtigen Entscheidungen wurden aus Köln bestimmt. Kiehn erzielte trotz seiner zeitweiligen finanziellen Zwangslage einen hohen Gewinn. Mit diesen wirtschaftlichen Aktivitäten geriet er in Kreisen der württembergischen NSDAP in Kritik. Auch der Gauleiter Wilhelm Murr in Stuttgart ging auf die Seite der Gegner Kiehns über und versuchte, ihn aus der NSDAP auszuschließen – allerdings vergeblich.
Kiehn war auch in Streitigkeiten mit anderen Nazi-Größen verwickelt. Ein Intimfeind war der Gauwirtschaftsberater und damit für Arisierungen in Württemberg zuständige NS-Funktionär Walter Rheile. Auch der „Gauamtsleiter für Technik“ Rudolf Rohrbach war ein Gegner Kiehns, der sich unter anderem mit Einladungen zur Teilnahme an Jagdausflügen die Aufnahme in höhere NS-Kreise sicherte. Kiehn verfügte über Kontakte zur Reichskanzlei unter Rudolf Heß und zu Reichsführer SS Himmler und wurde 1938 in den „Freundeskreis Reichsführer SS“ aufgenommen. Ein bedeutender Freund Kiehns war der hohe SS-Funktionär Gottlob Berger. Auch der SS-Führer Hans-Adolf Prützmann und der Reichsinnenminister Wilhelm Frick gehörten zu Kiehns Freunden.

### Arisierungsgewinne
Zuerst erwarb Kiehn in Berlin 1938 die Zigarettenetuifabrik von Hugo Büttner, der von den Nazis als Jude verfolgt wurde. Hierfür hatte der Berliner Gauwirtschaftsberater eigentlich einen anderen Käufer vorgesehen, es war jedoch noch nicht zu einem notariellen Abschluss gekommen. Kiehn überbot den Konkurrenten und zahlte 300.000 Reichsmark. Büttner erhielt wie in vielen Arisierungsfällen davon nichts. Ihm gelang die Auswanderung nicht und er wurde später angeblich nach Warschau deportiert.
Des Weiteren bemühte sich Kiehn ab 1938, die jüdischen Eigentümer der Seidenpapierfabrik Fleischer in Eislingen/Fils aus ihrem Unternehmen zu verdrängen und es ihnen zu entreißen, obwohl der württembergische Gauwirtschaftsberater Rheile das zu verhindern suchte. 1940 übernahm er die Fabrik zu einem Fünftel des ursprünglich verhandelten Preises – weit unter dem tatsächlichen Wert. In diesem Fall hatte der Gauwirtschaftsberater schon einen Kaufvertrag mit Gustav Schickedanz aushandeln lassen, der zu Kiehns Gunsten rückgängig gemacht wurde.
Am 20. April 1942 wurde Kiehn zum SS-Obersturmbannführer befördert (SS-Nummer 239.095).
Der Ausbruch des Zweiten Weltkriegs vergrößerte sein Wirtschaftsimperium weiter. Filialen in Straßburg und Posen wurden gegründet und Kiehn erwarb Anteile einer Fabrik im deutsch besetzten Litzmannstadt.

## Bundesrepublik

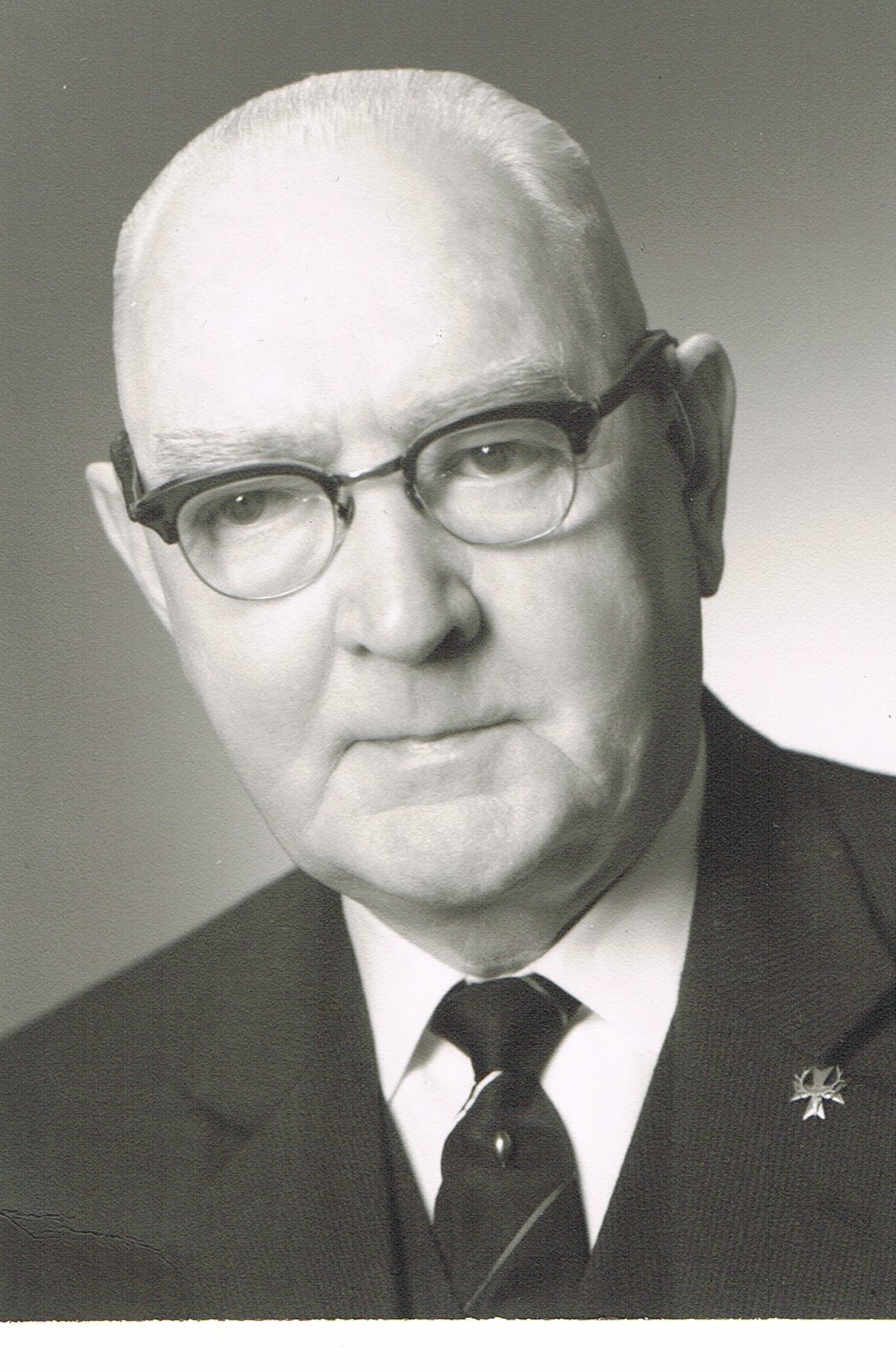
Fritz Kiehn in der Nachkriegszeit

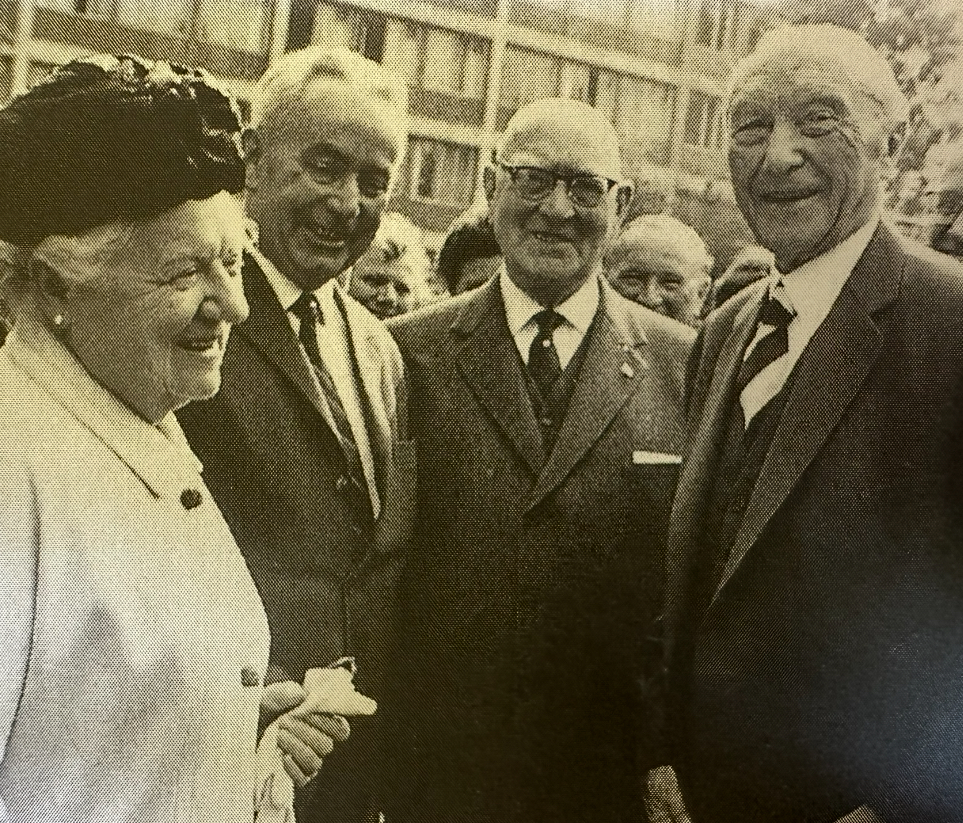
Konrad Adenauer zu Besuch in Trossingen (1960)

Nach dem Zusammenbruch des NS-Staates setzte sich Kiehn nach Innsbruck ab, wo er von US-Soldaten festgenommen und für vier Jahre inhaftiert wurde. Ab 1949 gelang dem inzwischen 64-Jährigen ein Wiederaufstieg. Im Zuge der Entnazifizierung wurde er von der Spruchkammer 1949 als „minderbelastet“ eingestuft, 1950 gewährte ihm die Regierung des württembergischen Ministerpräsidenten Gebhard Müller einen 3-Millionen-DM-Kredit zur Sanierung eines ehemaligen Rüstungsunternehmens in Tuttlingen. Der daraufhin eingesetzte parlamentarische Untersuchungsausschuss blieb für Kiehn folgenlos, Belegschaft und Gewerkschaft standen zu ihm.
1953 wurde er mit einer als sensationell angesehenen Stimmenzahl erneut in den Trossinger Gemeinderat gewählt, was einer Rehabilitierung durch die Bevölkerung gleichkam. 1955 erhielt er stillschweigend seine 1945 aberkannte Ehrenbürgerschaft zurück (im Jahr 2000 bestätigte der Gemeinderat allerdings auf Antrag der SPD endgültig die Aberkennung der Ehrenbürgerwürde von 1945). Nach den Direktoren der Harmonikafabrik Matthias Hohner war Kiehn der großzügigste Stifter der Stadt. Die von ihm gespendete städtische Sportanlage, eine Straße und der Fritz-Kiehn-Platz (zu dessen Gestaltung er mit seiner Frau Berta beigetragen hatte) wurden nach ihm benannt. Im Übrigen galt er unter der Bevölkerung und vor allem bei seiner Belegschaft als ausgesprochen sozialer und arbeitnehmerfreundlicher Unternehmer.

1954 verteidigte Friedrich Grimm den ehemaligen NSDAP-Fraktionskollegen in einem Prozess wegen eines angeblichen Meineids. Grimm versuchte – entgegen der Sachlage – Kiehn als Opfer einer politischen Justiz zu stilisieren. Kiehn wurde letztendlich wegen einer fahrlässigen Falschaussage verurteilt, sah das jedoch trotzdem als großen Erfolg an. Er ließ seine Verteidigungsrede drucken und verschickte sie an viele Bekannte. 

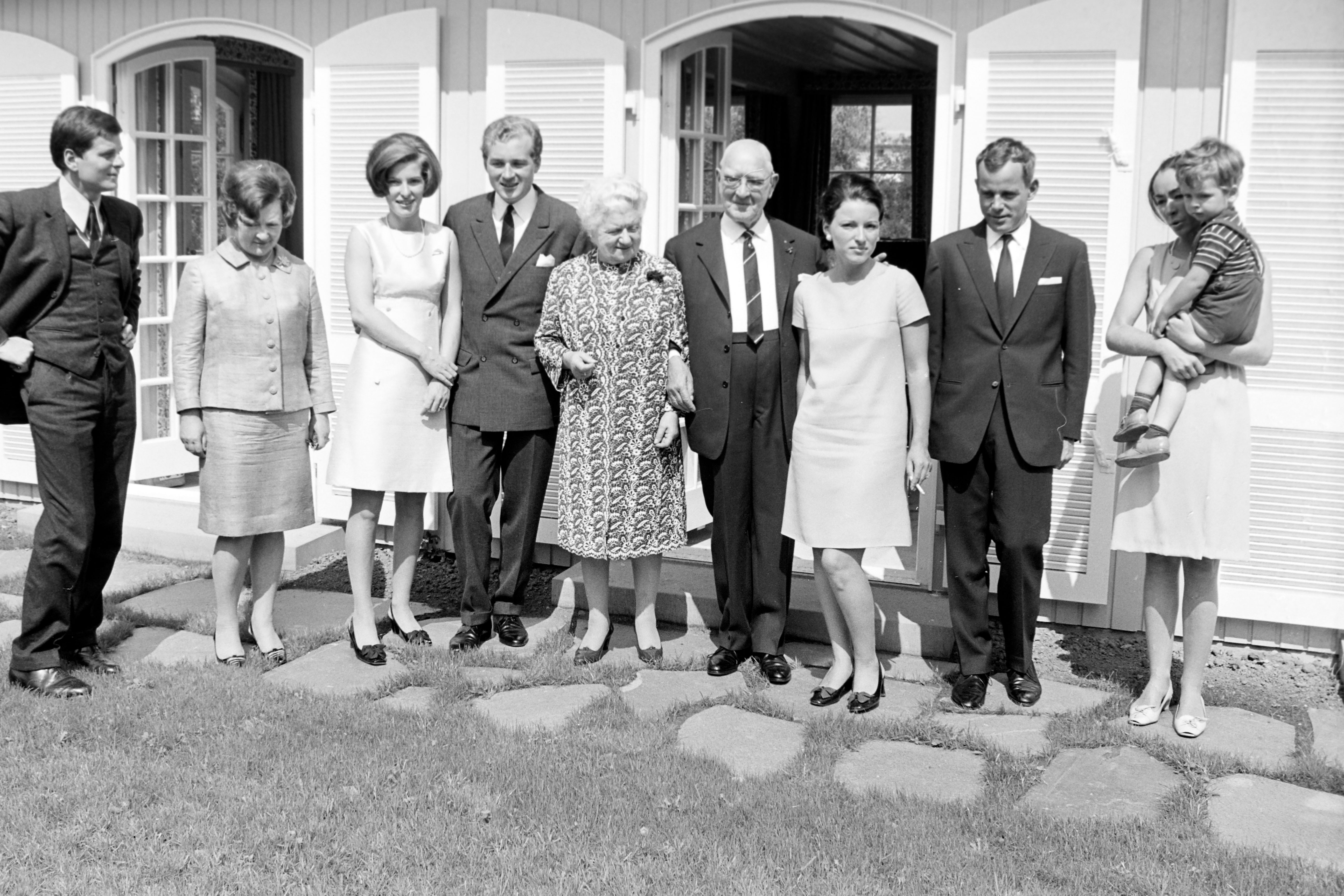
Fritz Kiehn im Kreis seiner Familie (1967)

Ein Besuch des Bundeskanzlers Konrad Adenauer im Jahr 1960 trug zur gesellschaftlichen Rehabilitation Fritz Kiehns in der Bundesrepublik bei. Auch initiierte er ein Freundschaftsspiel des deutschen Meisters 1. FC Kaiserslautern um Fritz Walter in der Kleinstadt Trossingen und sicherte sich Sympathien der Region. Nachdem seine Bemühungen, das Bundesverdienstkreuz zu erhalten, scheiterten, wurde ihm von der Universität Innsbruck die Ehrenbürger- und 1966 die Ehrensenatorwürde verliehen.
Fritz Kiehn nahm den bei den Nürnberger Kriegsverbrecherprozessen verurteilten und aus der Haft entlassenen NS-Reichsleiter und Reichsjugendführer Baldur von Schirach 1968 auf seinem Anwesen in Deibhalde bei Trossingen auf, da Schirachs Sohn Robert Kiehns Enkelin Elke geheiratet hatte und Geschäftsführer in einem von Kiehns Unternehmen war. Dieser Ehe entstammt der Schriftsteller und Jurist Ferdinand von Schirach sowie der Schriftsteller Norris von Schirach. Baldur von Schirach wiederum befreundete sich mit Kiehns Tochter Gretl.

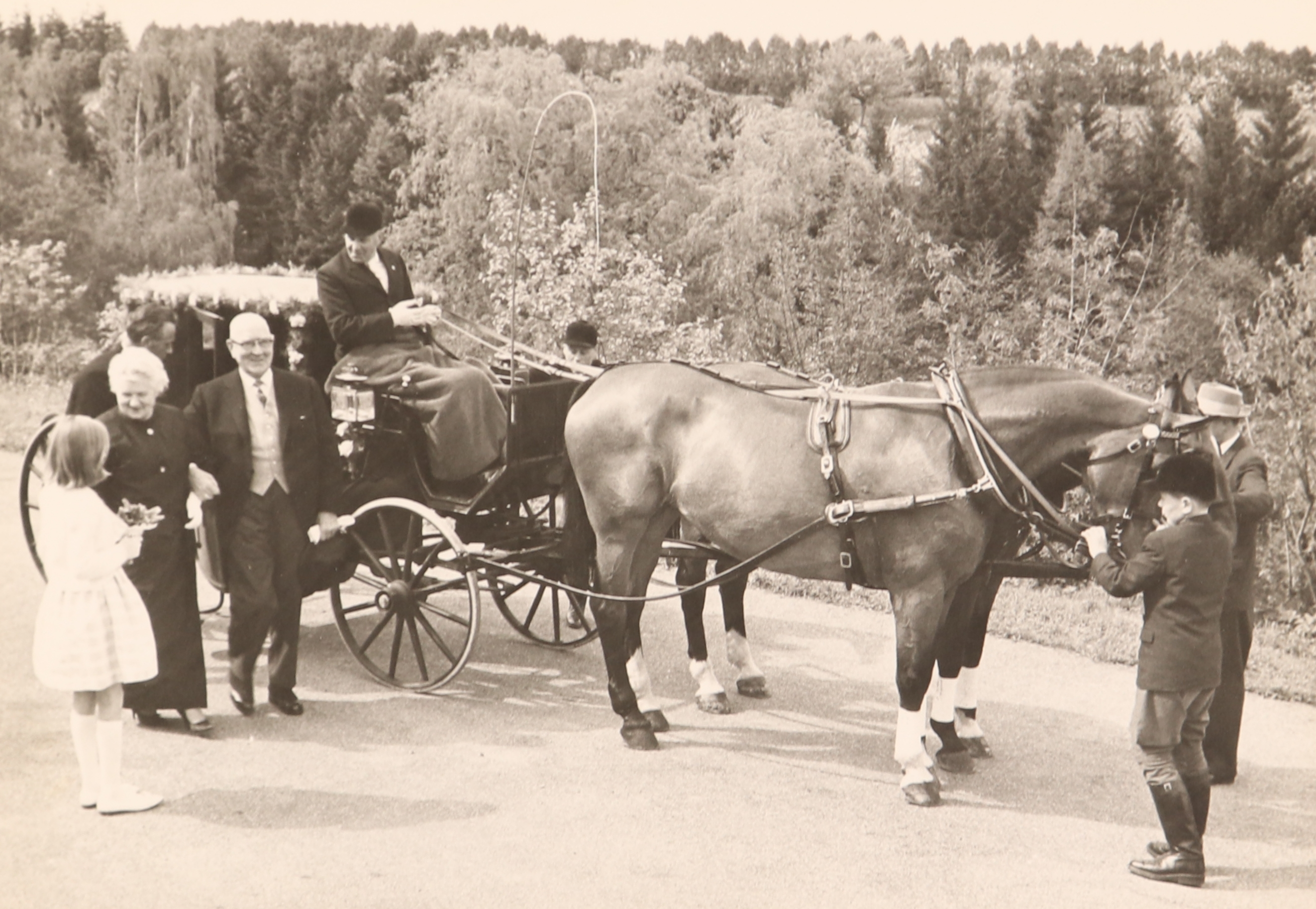
Diamantene Hochzeit Fritz und Bertha Kiehn (1971)

1972, inzwischen 87-jährig, verlor Fritz Kiehn im Zuge von Sanierungsmaßnahmen während der kurzen Wirtschaftskrise die Entscheidungsbefugnis in seinem Unternehmen. Seine Anteile an den Efka-Werken hatte er zu diesem Zeitpunkt bereits größtenteils an seine Enkel Herbert E. Kiehn, Ina Kiehn und Elke von Schirach vererbt, die verbliebenen Anteile musste er übertragen. Wenige Wochen vor seinem 95. Geburtstag starb Fritz Kiehn 1980 als hochgeachteter Bürger Trossingens. 2010 wurde der Fritz-Kiehn-Platz anlässlich der 75-Jahr-Feier der Theresienkirche in „Theresienplatz“ umbenannt; der Sporthallen-Name bleibt (Stand 2023) erhalten.

## Sammlungen

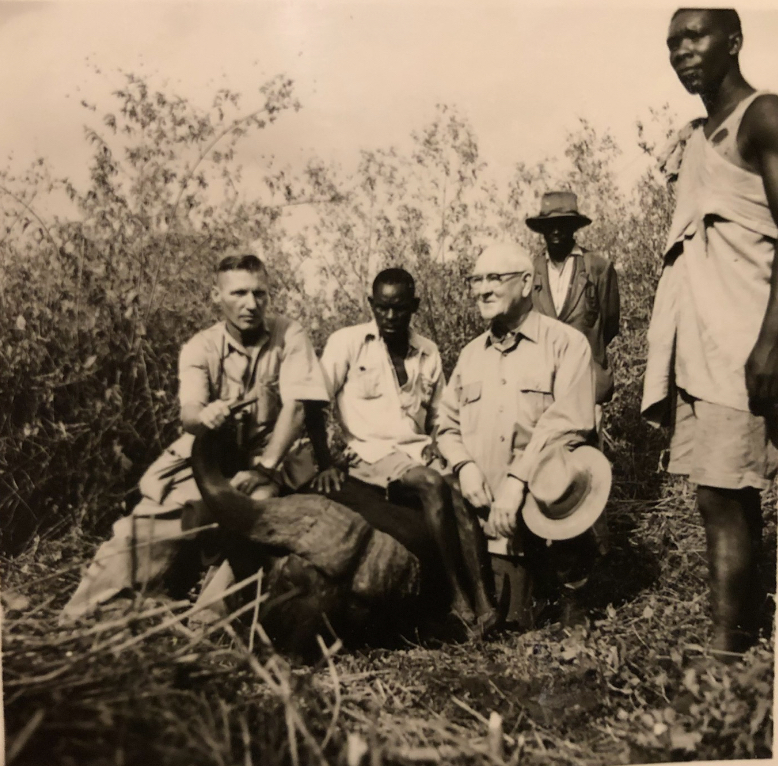
Fritz Kiehn auf seiner Jagdfarm Momella in Tanganijka (1961)

Fritz Kiehn besaß in den 1960er Jahren die Jagdfarm Momella im heutigen Tansania. Dort wurde der Film Hatari mit John Wayne und Hardy Krüger gedreht. Seine zoologische und ethnographische Sammlung umfasst über 600 Objekte. Neben afrikanischen Jagdtrophäen und Präparaten des heimischen Wildes aus seinen Jagdrevieren im Schwarzwald und der Steiermark zeigt die Sammlung unter anderem Grizzly- und Eisbären und fast sämtliche afrikanischen Antilopen- und Katzenarten, Elfenbein und Nashorn. Sie sind Teil der Sammlungen im Museum Auberlehaus und zum Teil ausgestellt.
Außerdem stellte Fritz Kiehn die wohl umfangreichste Sammlung an Bronze-Skulpturen des u. a. für seine kolonialen und afrikanischen Tierplastiken bekannten Bildhauers Fritz Behn zusammen, unterstützte diesen nach dem Krieg und verfügte schließlich über dessen Nachlass. Er stellte diese sowohl im Kiehn-Park, Trossingen auf als auch im von ihm 1973 eröffneten Privatmuseum im Kurpark, Bad Dürrheim. Im November 2007 wurde die Sammlung Kiehn schließlich aufgelöst und in München versteigert.